# Kjus Skov
Kjus Skov (på tysk Kiuser Gehege) er et ca. 33 hektar stort skovområde 1,5 km nordvest for landsbyen Kjus i det sydlige Angel i Sydslesvig. I administrativ henseende hører skoven under Ulsnæs kommune i Slesvig-Flensborg kreds i den nordtyske delstat Slesvig-Holsten. I den danske tid hørte skoven under Ulsnæs Sogn i Slis Herred (Gottorp Amt). Som statsskov drives Kjus Skov af delstatens skovstyrelse. Kjus Skov er overvejende løvskov, domineret af bøge-, eg- og akstræer samt japansk lærk. I nord fortsætter skoven som Ågeby Skov, den 25 ha store bondeskov hører allerede under Torsted Kommune. Skelkjærgraven har sit udspring i skoven, åen danner senere grænseskel til Løjt Sogn og Stenfelt og Løjt kommuner.
Skoven er udpeget som habitatområde under det fælleseuropæiske Natura 2000-projekt, skoven ligger desuden i Naturparken Slien.